# Alan Baker (philosophe)
Pour les articles homonymes, voir Baker.
Alan R. Baker est un philosophe des sciences américain, professeur de philosophie au Swarthmore College (Pennsylvanie, États-Unis), spécialisé en philosophie des mathématiques et en philosophie des sciences. Il est également un ancien champion américain de shōgi.

## Carrière académique
Baker effectue ses études de premier cycle à l'université de Cambridge, obtenant un bachelor en philosophie avec mention très bien en 1991. Il déménage ensuite aux États-Unis pour poursuivre ses études supérieures, obtenant une maîtrise en 1995 et un doctorat en 1999, tous deux en philosophie, à l'université de Princeton. Ses directeurs de thèse sont Paul Benacerraf et Gideon Rosen. Après avoir travaillé comme professeur adjoint à l'université Xavier, il déménage à Swarthmore en 2003 . 
Philosophiquement, Baker est un réaliste mathématique qui utilise des exemples issus de la biologie évolutionniste pour montrer la nécessité des mathématiques dans le raisonnement scientifique. 
En 2005, le New York Times publie un extrait de son cours « Introduction to Metaphysics and Epistemology » dans sa rubrique « pop quiz »,.

## Shogi
En 2005, Baker fonde un club de shogi au Swarthmore College, à l'extérieur de Philadelphie, qui est l'un des deux seuls clubs de shogi universitaires aux États-Unis. L'autre club est le Cornell University Shogi Club, fondé en août 2017. 
Baker est également un ancien champion américain de shogi, ayant remporté le 13e championnat américain de shogi en 2008. Son classement Elo de 2107 le place à la 20e place sur la liste de notation semestrielle de la Fédération des associations européennes de shogi (FESA),. 
Résultats en tournoi :
- 2008 : Vainqueur du 13e Championnat américain de Shōgi.
- 2008 : 3ème place, Tournoi Individuel, 4ème Forum International Shogi (Tendō)[8].
- 2009 : 2e place, Championnat British Open Shogi[6].
- 2014 : Vainqueur du tournoi individuel du groupe B, 6e Forum international de shogi (Shizuoka)[9].

## Publications
- (en) A. C. Paseau et Alan Baker, Indispensability, Cambridge University Press, 2023 (ISBN 978-1-009-09685-0).
- (en) Alan Baker, « Are there Genuine Mathematical Explanations of Physical Phenomena? », Mind (journal), vol. 114, no 454,‎ 2005, p. 223–238 (ISSN 0026-4423, DOI 10.1093/mind/fzi223).